# Joe Cobb
Joseph Frank Cobb (Shawnee, 7 novembre 1916 – Santa Ana, 21 maggio 2002) è stato un attore cinematografico statunitense, noto come attore bambino nella serie Simpatiche canaglie dal 1923 al 1929.

## Biografia
Joe Cobb nacque a Shawnee, in Oklahoma, nel 1916. 
Cominciò la sua carriera di attore da giovanissimo, quando, nel 1923, entrò nel cast fisso della neonata serie Simpatiche canaglie interpretando il personaggio di "Joe", bambino grassottello e ricco. Lasciò la serie nel 1929 e, nonostante diversi camei nella serie negli anni successivi, abbandonò definitivamente la carriera di attore. 
In età adulta lavoro come assemblatore di aerei per la Rockwell International, azienda operante nel settore aerospaziale e automobilistico insieme a Jackie Condon, suo collega d'infanzia sul set delle Simpatiche canaglie. Si ritirò a vita privata nel 1981.
Morì in una casa di cura a Santa Ana, California, nel 2002, all'età di 85 anni. Fu sepolto al Forest Lawn Memorial Park a Glendale.

## Riconoscimenti
- Young Hollywood Hall of Fame (1920's)

## Filmografia parziale
- Simpatiche canaglie (1923-29), 78 episodi:
  - 7. The Champeen (1923)
  - 9. The Big Show (1923)
  - 10. A Pleasant Journey (1923)
  - 11. Boys to Board (1923)
  - 12. Giants vs. Yanks (1923)
  - 13. Back Stage (1923)
  - 14. Dogs of War (1923)
  - 15. Lodge Night (1923)
  - 16. July Days (1923)
  - 17. No Noise (1923)
  - 18. Stage Fright (1923)
  - 19. Derby Day (1923)
  - 20. Sunday Calm (1923)
  - 21. Tire Trouble (1924)
  - 22. Big Business (1924)
  - 23. The Buccaneers (1924)
  - 24. Seein' Things (1924)
  - 25. Commencement Day (1924)
  - 26. Cradle Robbers (1924)
  - 27. Jubilo, Jr. (1924)
  - 28. It's A Bear (1924)
  - 29. High Society (1924)
  - 30. The Sun Down Limited (1924)
  - 31. Every Man for Himself (1924)
  - 32. Fast Company (1924)
  - 33. The Mysterious Mystery! (1924)
  - 34. The Big Town (1925)
  - 35. Circus Fever (1925)
  - 36. Dog Days (1925)
  - 37. The Love Bug (1925)
  - 38. Shootin' Injuns (1925)
  - 39. Ask Grandma (1925)
  - 40. Official Officers (1925)
  - 41. Boys Will Be Joys (1925)
  - 42. Mary, Queen of Tots (1925)
  - 43. Your Own Back Yard (1925)
  - 44. Better Movies (1925)
  - 45. One Wild Ride (1925)
  - 46. Good Cheer (1926)
  - 47. Buried Treasure (1926)
  - 48. Monkey Business (1926)
  - 49. Baby Clothes (1926)
  - 50. Uncle Tom's Uncle (1926)
  - 51. Thundering Fleas (1926)
  - 52. Shivering Spooks (1926)
  - 53. The Fourth Alarm (1926)
  - 54. War Feathers (1926)
  - 55. Telling Whoppers (1926)
  - 56. Bring Home the Turkey (1927)
  - 57. Seeing the World (1927)
  - 58. Ten Years Old (1927)
  - 59. Love My Dog (1927)
  - 60. Tired Business Men (1927)
  - 61. Baby Brother (1927)
  - 62. The Glorious Fourth (1927)
  - 63. Olympic Games (1927)
  - 64. Yale vs. Harvard (1927)
  - 65. The Old Wallop (1927)
  - 66. Chicken Feed (1927)
  - 67. Heebee Jeebees (1927)
  - 68. Dog Heaven (1927)
  - 69. Playin' Hookey (1928)
  - 70. Spook Spoofing (1928)
  - 71. Rainy Days (1928)
  - 72. The Smile Wins (1928)
  - 73. Edison, Marconi & Co. (1928)
  - 74. Barnum & Ringling, Inc. (1928)
  - 75. Fair and Muddy (1928)
  - 76. Crazy House (1928)
  - 77. Growing Pains (1928)
  - 78. Election Day (1929)

- Young Oldfield, regia di Leo McCarey (1924)
- Tutte e nessuna (Girl Shy), regia di Fred C. Newmeyer e Sam Taylor (1924)